# Antiblemma chiva
Antiblemma chiva là một loài bướm đêm trong họ Erebidae.